# Яновская, Лидия Марковна
Ли́дия Ма́рковна Яно́вская (урождённая Гурович; 15 октября 1926, Киев — 29 декабря 2011, Лод, Центральный округ) — советская (с 1992 — израильская) украинская и русская писательница, литературовед, исследовательница творчества Ильи Ильфа и Евгения Петрова, Михаила Булгакова. Член Международного ПЕН-клуба, Союза русскоязычных писателей Израиля (СРПИ).

## Биография
Окончила филологический факультет Киевского университета в 1949 году. До 1957 года жила в Киеве (ул. Прорезная, дом 18), с 1959 по 1992 год — в Харькове. В студенческие годы проявился литературный вкус и бескомпромиссный характер Л. Яновской: темой дипломной работы в 1949 году выбрала творчество свежезапрещённых Ильфа и Петрова. Чудом избежав ареста после защиты диплома, короткое время преподавала русскую литературу в одесской вечерней школе для демобилизованных. Печататься начала с 1956 года публикацией неизвестных произведений И. Ильфа и Е. Петрова.
В 1963 году вышла первая книга Л. Яновской «Почему вы пишете смешно? Об И. Ильфе и Е. Петрове, их жизни и их юморе» («искромсанная цензурой и разворованная коллегами») под редакцией академика Д. С. Лихачёва, — первая в СССР книга о творчестве Ильфа и Петрова.
С 1962 года Лидия Яновская занимается биографией и творческим наследием Михаила Булгакова. С 1963 по 1968 год работала с архивом М. Булгакова дома у вдовы писателя Е. С. Булгаковой (вплоть до передачи архива в Государственную библиотеку имени В. И. Ленина). Первая и вторая редакции книги Лидии Яновской «Михаил Булгаков» (1967 и 1971) были подготовлены к печати, но по идеологическим и цензурным соображениям так и не вышли в свет. При содействии К. М. Симонова удалось опубликовать только третью книгу Яновской о Булгакове «Творческий путь Михаила Булгакова», которая стала первой в СССР монографией о писателе. Историк литературы Захар Давыдов: 

«Каким интеллектуальным прорывом была эта книга Л. М. Яновской не только для специалистов, но и для всех ценителей творчества М. А. Булгакова!» 
За двадцать пять лет «было накоплено огромное количество материала, а выходили лишь небольшие публикации». Не состоя ни в каких союзах, организациях и учреждениях, не идя на компромиссы, в одиночку противостояла государственно-бюрократической машине официального литературоведения и замкнутому кругу столичного булгаковедения, долгие годы, вплоть до перестройки, практически не имела возможности печататься, ни отстаивать свою точку зрения, ни бороться с плагиатом, ни полноценно работать в булгаковском архиве библиотеки имени В. И. Ленина. В конце 1980-х подготовила текстологически выверенный двухтомник Михаила Булгакова, впервые включивший в себя восстановленные тексты «Белой гвардии», «Собачьего сердца», «Мастера и Маргариты» и других произведений. Параллельно с подготовкой текста «Мастера и Маргариты» для собрания сочинений Булгакова 1990 года написала книгу «Треугольник Воланда», посвященную тайнам и загадкам романа и вышедшую в 1993 году.
В 1988 году, вновь получив доступ к основному архиву М. Булгакова в Государственной библиотеке имени В. И. Ленина, Л. М. Яновская обнаружила пропажу важнейших рукописей Булгакова, обратилась в правоохранительные, государственные и общественные органы СССР с просьбой о расследовании и поисках пропавших уникальных документов. В результате развернувшейся печатной и публичной травли вынуждена была эмигрировать. С 1992 года жила в Израиле.
«Наиболее полно […] её талант раскрылся после эмиграции». «В эмиграции Л. М.<Яновская> много и плодотворно работала». Отдельные главы из первой написанной за рубежом книги «Записки о Михаиле Булгакове» печатались в российской, израильской и американской периодике. Книга целиком вышла в Израиле в 1997 году, а через пять лет и в России.
Результатом многолетней работы Л. М. Яновской в московских, киевских, кавказских и других архивах стало обнаружение многих неизвестных или забытых произведений М. Булгакова. Яновская впервые открыла для широкого читателя «Ханский огонь», «Звездную сыпь», «Красную корону», «Неделю просвещения», «Был май…» и другие произведения, вошедшие вскоре неотъемлемой частью в собрания сочинений писателя. В числе основных текстологических работ Л. Яновской: впервые восстановленный подлинный текст романа «Мастер и Маргарита» (Киев, 1989, Москва, 1990), впервые восстановленные тексты «Белой гвардии» и «Собачьего сердца» Михаила Булгакова, первое полное издание «Записных книжек» Ильи Ильфа, составление и подготовка к изданию «Дневника Елены Булгаковой» (Москва, 1990).
Долгие годы была в дружеских доверительных отношениях со всеми тремя женами М. Булгакова (Татьяной Николаевной Кисельгоф (Лаппа), Любовью Евгеньевной Белозерской, Еленой Сергеевной Булгаковой) (в частности, именно Л. Яновской удалось убедить первую жену Булгакова Т. Н. Кисельгоф поделиться воспоминаниями). Переписка Л. Яновской с ними частично опубликована, а очерки об этих женщинах входят отдельными главами в её книги. Общелитературный интерес к биографии и личности Е. С. Булгаковой тоже во многом был определён Лидией Яновской. Уже в первой своей монографии о М. Булгакове, вышедшей в 1983 году, Яновская посвятила ей немало страниц и главу «Маргарита» в сжатом объёме этой книги. В дальнейшем Л. Яновская собрала, выверила и прокомментировала дневники и воспоминания Е. С. Булгаковой, вышедшие отдельным изданием в 1990 году, и на основе архивных данных впервые восстановила историю семьи Нюренбергов, историю происхождения отца и матери Елены Сергеевны, их рижские адреса, раскрыла историю её отношений с В. А. Луговским, А. А. Фадеевым, С. А. Ермолинским, А. Ш. Мелик-Пашаевым и другими.
Итогом многолетних исследований и размышлений стала «Последняя книга, или Треугольник Воланда», над которой писательница работала до конца своих дней, — «последняя книга писателя — о своей жизни, о жизни другого писателя, о его последней книге». «Опубликованные главы из её последней автобиографической книги необыкновенно интересны и поэтичны.»

«Это книга о биографии и творчестве М. Булгакова в отношении к биографии и исследовательской работе Лидии Яновской. Жанр, …объединяющий литературоведение и литературу.» 

«Книга Яновской […] не только полна тончайших наблюдений и глубоких мыслей — она и написана блестяще […], в её основе истинное проникновение во внутренний мир Булгакова.» 
К особенностям стиля Яновской следует отнести живой увлекательный язык, новизну и оригинальность, острую полемичность. В ее работах всегда присутствует сам автор, размышляющий, последовательный, ироничный, ведущий диалог с читателем. «Для литературоведов, занимающихся биографией и творчеством М. Булгакова, проблемами булгаковской текстологии, работы Яновской относятся к числу основополагающих — ни одно новейшее исследование не обходится без ссылок на Яновскую».

## Публикации

### Книги
- [belousenko.com/books/Ilf_Petrov/janovskaia_ilf_petrov.pdf «Почему вы пишете смешно?» Об И. Ильфе и Е. Петрове, их жизни и их юморе] (Москва, изд. АН СССР, 1963. — 184 с., 70 000 экз.; 2-е изд. «Наука», 1969. — 216 с., 50 000 экз);
- [www.belousenko.com/books/litera/Janovskaia_Bulgakov.htm Творческий путь Михаила Булгакова]. — М.: Советский писатель, 1983; — 320 с., 20 000 экз.[6]
- Творческий путь Михаила Булгакова (Будапешт, 1987);
- Треугольник Воланда. — Киев: Либідь, 1992. — 189 с. — ISBN 5-11-001683-6;
- Записки о Михаиле Булгакове. — Тель-Авив.: Moria, 1997. — 413 с. — ISBN 965-339-012-0;
- Записки о Михаиле Булгакове. — Параллели, 2002. — ISBN 5-93273-068-4;
- [www.belousenko.com/books/litera/janovskaja_bulgakov_2.pdf Записки о Михаиле Булгакове.] — М.: Текст, 2007. — 413 с. ISBN 978-5-7516-0660-2 — Тираж 5 000 экз.);
- Последняя книга, или Треугольник Воланда [предисл. Андрея Яновского]. — М.: ПРОЗАиК, 2013 г. — 752 с. ISBN 978-5-91631-189-1.

### Статьи
- И. Ильф, Е. Петров: Летучий голландец. Публикация Л. Гурович. «Молодая гвардия», 1956, № 1.
- Л. Гурович. Ильф и Петров, сатирики. // «Вопросы литературы», 1957, № 4.
- И. Ильф, Е. Петров: Двойная автобиография. Публикация Л. Гурович. «Советская Украина», 1957, № 1.
- Неизвестные страницы Ильфа и Петрова. «Советская Украина», 1960, № 6.
- Три книги об Ильфе и Петрове. // «Новый мир», 1962, № 1.
- Дело № 2. «Вопросы литературы», 1963, № 2.
- И. Ильф, Е. Петров: Подхалимка. Публикация Л. Яновской. «Радуга», 1968, № 1.
- Юлиус Фучик о «Днях Турбиных». «Вопросы литературы», 1972, № 10.
- Михаил Булгаков: Из черновых тетрадей пьесы «Александр Пушкин». «Звезда», 1974, № 6.
- М.Булгаков. Ханский огонь. Рассказ. Публикация, послесловие («О рассказе Михаила Булгакова „Ханский огонь“»). «Наш современник», 1974, № 2.
- М. Булгаков. Неделя просвещения. Публикация, послесловие («Михаил Булгаков — фельетонист»). «Юность», 1974, № 7.
- М. Булгаков. «Мне приснился сон…» Главы из рукописи. Публикация, предисловие, комментарий. «Неделя», 1974, № 43.
- «Куда я, туда и он со своим тромбоном». «Юность», 1975, № 8.
- «В 1920 году, в городе Владикавказе…» «Социалистическая Осетия» (Владикавказ), 1975, 20 августа.
- Два письма Вс. Мейерхольда Михаилу Булгакову. «Вопросы литературы», 1975, № 7.
- Михаил Булгаков датирует «Дни Турбиных». «Вопросы литературы», 1976, № 7.
- М. Булгаков. Путешествие по Крыму. Публикация, предисловие. «Неделя», 1976, № 33.
- Когда была написана «Белая гвардия»? «Вопросы литературы», 1977, № 6.
- М. Булгаков. Красная корона. Публикация, комментарий. «Аврора», 1977, № 6.
- «…Бросил звание с отличием и писал». «Юность», 1977, № 3.
- «Саардамский плотник». «В мире книг», 1977, № 1.
- Забытый репортаж о выступлении Маяковского. «Вопросы литературы», 1978, № 6.
- М. Булгаков. «Был май…» Публикация, послесловие. «Аврора», 1978, № 3.
- «Вступительное слово скажет писатель т. Булгаков». «Наука и жизнь», 1978, № 3.
- М. Булгаков. Два фрагмента из рассказа «Богема». Публикация, предисловие. «Аврора», 1979, № 4.
- Несколько документов к биографии Михаила Булгакова. «Вопросы литературы», 1980, № 6.
- М. Булгаков. В ночь на третье число. Из романа «Алый мах». Публикация, предисловие. «Аврора», 1981, № 2.
- М. Булгаков. Звездная сыпь. Из «Записок юного врача». Публикация, предисловие. «Нева», 1981, № 5.
- М. Булгаков. Налет. Рассказ. Публикация, послесловие. «Аврора», 1982, № 4.
- М. Булгаков. Якобы деньги. Из черновых тетрадей романа «Мастер и Маргарита». Публикация, комментарий. «Даугава», Рига, 1983, № 10.
- Послесловие к книге: М.Булгаков. Театральный роман. Рассказы. На латышском языке. Рига, «Лиесма», 1984.
- «Беседовать с тобою одной…» Из писем Михаила Булгакова к жене. «Октябрь», 1984, № 1.
- На снимках Михаил Булгаков. «Советское фото», Москва, 1985, № 7.
- Письмо писателя. (Письмо Михаила Булгакова в харьковскую газету.) «Красное знамя», Харьков, 1986, 24 декабря.
- Публикуется Михаил Булгаков. Заметки текстолога. «Вопросы литературы», 1987, № 1.
- Снимает Ильф! (В соавторстве с Ю. Кривоносовым.) «Советское фото», 1987, № 9.
- «Как председатель комиссии…» Семь писем Константина Симонова о Михаиле Булгакове. «Урал», 1987, № 5.
- Треугольник Воланда и Фиолетовый рыцарь. О «тайнах» романа «Мастер и Маргарита». «Таллин», 1987, № 4.
- Небольшая прогулка с Михаилом Булгаковым. «Неделя», 1989, № 11.
- Письмо в Русский культурный центр. (О месте захоронения близких Е. С. Булгаковой в Риге.) — в кн.: С. А. Журавлев. Покровское кладбище — памятник рижской старины. Рига, 1990, с. 24.
- «Я все забываю спросить у Миши…» «Калейдоскоп» («Время»), 22 января 1993 г.
- Тайна одной фотографии. «Калейдоскоп» («Время»), 12 февраля 1993 г.
- Наш друг Ильф. «Калейдоскоп» («Время»), 7, 14 и 21 мая 1993 г.
- «Браво, бис, Ломбард!» «Калейдоскоп» («Время»), 16 июля 1993 г.
- Ту-то-ка. «Программа Иерусалимского культурного центра», 1994, № 5.
- Библия в библиотеке Михаила Булгакова. «Зеркало», Тель-Авив, 1994, № 116.
- На языке оригинала. «Зеркало», 1994, № 119.
- Открытое письмо в «Литературную газету». «Круг», Харьков, 1995, № 1.
- Сломанное пространство. «Зеркало», 1995, № 125.
- Загадочно связывая их… «Зеркало», 1995, № 126.
- Азазел… Азазелло… Логге? «Зеркало», 1995, № 130.
- Ответы на вопросы Бюллетеня Северо-Американского Булгаковского общества. «The Newsletter of the Mikhail Bulgakov Society», 1995, № 1.
- Из записок о Михаиле Булгакове. «24 часа», Тель-Авив, 11 апреля 1997 г.
- Из записок о Михаиле Булгакове. Страницы новой книги. «24 часа», 6 июня 1997 г.
- «Как беззаконная комета…» «Окна» (приложение к газете «Вести»), Тель-Авив, 30 марта и 6 апреля 2000 г.
  - То же (с купюрами). — «Новый журнал», Нью-Йорк, № 223, июнь 2001.
  - То же. — «Радуга», Киев, № 5-6, 2001.
- Неэвклидова геометрия по Михаилу Булгакову. «Окна» («Вести»), 11, 18 и 25 мая 2000 г.
  - То же (без купюр). — Неэвклидова геометрия по Михаилу Булгакову «Союз писателей», Харьков, № 1(3), 2001.
- «Королева моя французская…» Из записок о Михаиле Булгакове «Даугава», Рига, 2000, № 5 (сентябрь-октябрь).
- Дайте слово текстологу. Глава из книги. (Предуведомление Виталия Кальпиди.) «Уральская новь», Челябинск, № 10, 2001.
- Родословная Маргариты. «Родник», Мигдаль-а-Эмек, вып. 6, 2000—2001, с. 177—188.
- Тайна одной фотографии. В книге: «Илья Ильф — фотограф». Составитель Александра Ильф. М., 2002.
- История одной строки (Судьба одной строки) «Слово писателя», Тель-Авив, 2003, № 3.
- Притча о хлебном ноже. «Даугава», Рига, 2003, № 6.
- Главы из новой книги о Михаиле Булгакове: «Кабала святош», или пьеса о Мольере; Трамвай на Патриарших. «Уральская новь», № 18, 2004.
- Главы из новой книги о Михаиле Булгакове: Несколько сюжетов из небытия. «Уральская новь», № 19, 2004.
- Главы из новой книги о Михаиле Булгакове: «Прощай, ученик…»; Редакция шестая. Эпилог; «Кто-то отпускал на свободу мастера…» «Уральская новь», № 20, 2004.
- Горизонтали и вертикали Ершалаима"Вопросы литературы".- 2002. — № 3.
- Понтий Пилат и Иешуа Га-Ноцри (в зеркалах булгаковедения) // Вопросы литературы. — 2010. — № 3. — С. 5-72
- Всем ли мемуарам верить? «Вопросы литературы», № 1, 2008.- С. 54-72. — Отклик на ст.: Громова Н. Клевета как улика. «Вопросы литературы», № 1, 2007. ISSN 00428795.
- Булгаков М. А. В книге: Русские писатели, XX век: биографический словарь. — М.: Просвещение, 2009. ISBN 978-5-09-017151-9.
- Окна в прошлое. В сборнике: Три века русской литературы. Актуальные аспекты изучения. Михаил Булгаков о творчестве и о судьбе. Межвузовский сборник научных трудов. Выпуск 24. Москва-Иркутск.- 2011. ISBN 978-5-85827-671-5.
- Лидия Яновская: «Никто так и не прошел по моим следам…» Пропущенные главы из биографии Булгакова: Учитель словесности. Поиски доносчика. Toronto Slavic Quarterly — #54. Fall 2015. Торонто, Канада.
- Лидия Яновская. «Великолепное презренье…» (Булгаков и Ахматова). Предисл., подгот. текста А. Яновского. Послесл. И. Лосиевского. Toronto Slavic Quarterly — #56. Spring 2016. Торонто, Канада.
- Лидия Яновская. Очерки позднего булгаковедения. Публикация и комментарии А. Яновского. Toronto Slavic Quarterly — #59. Winter 2017. Торонто, Канада.

### Текстологические работы
- Первое полное издание «Записных книжек» Ильи Ильфа (Москва, 1961)[11];
- Впервые восстановленный текст «Белой гвардии» Михаила Булгакова (Киев, 1989)[8];
- Впервые восстановленный текст «Собачьего сердца» Михаила Булгакова (Киев, 1989)[8];
- Впервые восстановленный подлинный текст романа «Мастер и Маргарита» (Киев, 1989, Москва, 1990)[8][9];
- Составление и подготовка к изданию «Дневника Елены Булгаковой» (Москва, 1990)[12];
- Булгаков, Михаил Афанасьевич. Избранные произведения в 2 тт. (сост., текстол. подгот., предисл., коммент. Архивная копия от 27 апреля 2016 на Wayback Machine Л. Яновской). — Киев : Дніпро, 1989. — ISBN 5-308-00396-3.[8]

## Критика
С. В. Житомирская, заведовавшая Отделом рукописей Государственной библиотеки им. В. И. Ленина в 1952—1978 гг. и препятствовавшая доступу Яновской к материалам архива, в своей последней статье критиковала Яновскую за неточности в расследовании пропажи рукописей Булгакова из вверенного ей архива. По утверждению Житомирской, пропавшие рукописи, из которых сохранились сделанные Яновской выписки, вообще никогда не существовали.